# Bund deutscher Schriftsteller Österreichs
Der getarnt nationalsozialistische Bund deutscher Schriftsteller Österreichs wurde im November 1936 von ehemaligen PEN-Club-Mitgliedern unter der Präsidentschaft von Max Mell gegründet. Die Mitglieder arbeiteten energisch auf den Anschluss Österreichs ans Deutsche Reich hin, um „den Weg zur Befreiung ihres Volkes zu bahnen und zu vollenden“, und begrüßten den Einmarsch Hitlers 1938 mit einem „Bekenntnisbuch“ zum „Dritten Reich“.

## Gründung
Die Gründung des Bundes war eine Reaktion auf eine Resolution gegen die Bücherverbrennung im März 1933 im Deutschen Reich und die Verfolgung und Einkerkerung deutscher Schriftstellerkollegen, die im Juni 1933 von 25 Mitgliedern des PEN-Clubs nach dem XI. Kongress des internationalen PEN-Clubs vom 25. bis 28. Mai 1933 in Ragusa (Dubrovnik) unterzeichnet wurde, darunter spätere Emigranten wie Raoul Auernheimer, Franz Theodor Csokor, Ernst Lothar, Alma Wittlin und Friedrich Torberg. Der Schriftsteller Ernst Toller hatte bei dieser Tagung das nationalsozialistische Regime in Deutschland angeklagt und warf der deutschen PEN-Delegation vor, die Vorgänge durch Schweigen zu unterstützen. Außerdem kritisierte er die antisemitische Ausrichtung des deutschen PEN.
Dies führte zu einer Fraktionsbildung der österreichischen Autoren, als sich die Delegierten Grete von Urbanitzky und Felix Salten nicht dem von Toller initiierten Protest gegen die Bücherverbrennung anschlossen. Die „deutschfreundlichen“ und nazistisch gesinnten Mitglieder in Österreich traten aus dem PEN-Club aus, unter ihnen Max Mell, Richard Billinger, Bruno Brehm, Robert Hohlbaum, Mirko Jelusich oder Josef Weinheber. Es folgten mehrere Anläufe, die österreichischen „Sänger deutschen Heldentums“ und „Priester des deutschen Herzens“ zu organisieren. Nach dem Juli-Abkommen zwischen Adolf Hitler und dem österreichischen Bundeskanzler Kurt Schuschnigg etablierte sich unter der Präsidentschaft des katholisch-großdeutschen Max Mell im November 1936 der „Bund deutscher Schriftsteller Österreichs“.
Am 30. April 1933 hatte die Wiener Arbeiter-Zeitung geschrieben: „Das Dritte Reich braucht Lakaien […] Auf Leichenhügeln sollte ein Dichterfrühling grünen. […] Goebbels lud zum Tee – die Schriftsteller hatten zu wählen: Geist oder Macht, Charakter oder Konjunktur, tapfere Isolierung oder feige Gleichschaltung. Sie haben gewählt. Die Männer sind ins Exil, die Kreaturen zum Tee gegangen.“
Franz Theodor Csokor, wie viele seiner Kollegen vom reichsdeutschen Markt abhängig, schrieb am 19. Mai 1933: „Man muß sich eben entscheiden: Gutes Geschäft – oder gutes Gewissen? Ich bin für das zweite – auf jede Gefahr hin, selbst auf die einer Emigration, falls der braune Zauber auch bei uns einmal Fuß fassen sollte!“
Und Kurt Tucholsky schrieb ebenfalls 1933 zur Übernahme der „frei geräumten“ Plätze durch opportunistische Schriftstellerkollegen: „Da kommen sie nun aus allen Löchern gekrochen, die kleinen Provinznutten der Literatur, nun endlich, endlich ist die jüdische Konkurrenz weg – jetzt aber! […] Lebensgeschichten der neuen Heroen. Und dann: Alpenrausch und Edelweiß. Mattengrün und Ackerfurche. Schollenkranz und Maienblut – also Sie machen sich keinen Begriff, Niveau null.“

## Mitglieder
Im Bund deutscher Schriftsteller Österreichs fanden sich die Mitglieder und Sympathisanten der NSDAP zu einer illegalen Tarnorganisation zusammen. Von 50 % der Mitglieder ist die Mitgliedschaft in der NSDAP, die in Österreich seit 1933 verboten war, gesichert.
Mitglieder waren u. a. Bruno Brehm, Franz Karl Ginzkey, Hermann Graedener, Paula Grogger, Robert Hohlbaum, Mirko Jelusich, Erich Landgrebe, Robert Michel, Franz Nabl, Joseph Georg Oberkofler, Hermann Heinz Ortner, Josef Friedrich Perkonig, Friedrich Schreyvogl, Karl Springenschmid, Franz Spunda, Erika Spann-Rheinsch, Hermann Stuppäck, Franz Tumler, Karl Wache, Karl Heinrich Waggerl und Josef Weinheber.
Da die nationalsozialistischen Schriftsteller Österreichs 1938 bereits über eine ausgeprägte Infrastruktur verfügten, gelang es ihnen, sofort nach dem Anschluss die Reichsschrifttumskammer, Landesleitung Österreich, zu konstituieren. Der Geschäftsführer des Bundes deutscher Schriftsteller Österreichs, Max Stebich, wurde auch Geschäftsführer der Reichsschrifttumskammer in Österreich und hatte diese Position bis 1940 inne. Franz Spunda wurde Landesleiter des Reichsverbandes deutscher Schriftsteller für Österreich.
Der österreichische P.E.N.-Club wurde 1938 aufgelöst, Vermögen und Archiv des Zentrums wurden beschlagnahmt.

## Bekenntnisbuch

Bekenntnisbuch, Innentitel

Bekenntnisbuch, Bekennende

1938 gab der Verband im Wiener Krystall-Verlag das Bekenntnisbuch österreichischer Dichter heraus, in dem die Autoren begeistert den „Anschluss“ begrüßten.
Die Aufgabe der Dichter, die „Sänger deutschen Heldentums, Priester des deutschen Herzens“ genannt wurden, schilderte Max Stebich wie folgt:

„[…] Das Ziel ihres Kampfes, den sie mit den makellosen Waffen des Geistes führten, war dasselbe Ziel, das sich alle aufrechten deutschen Dichter in vergangenen Jahrhunderten auf ihre Fahnen schrieben: ein einziges, freies, glückliches und ewiges Deutschland, ein Deutschland, das alle umfaßt, die desselben Blutes und derselben Sprache sind. […]“

Die Beiträge stammten von Gabriele Marie Arthur, Otto Aull, Richard Billinger, Erna Blaas, Bruno Brehm, Friederike Candido-Kubin, Egmont Colerus, Egon Cäsar Conte Corti, Eduard P. Danszky, Hans Deißinger, Ida Maria Deschmann, Edmund Finke, Arthur Fischer-Colbrie, Wilhelm Franke, Siegfried Freiberg, Fred Fritsch, Hubert Ludo Gerwald, Hans Giebisch, Franz Karl Ginzkey, Hermann Graedener, Paula Grogger, Otto Emmerich Groh, Wladimir von Hartlieb, Robert Hohlbaum, Mirko Jelusich, Linus Kefer, Hans Kloepfer, Walter H. Kotas, Ernst Kratzmann, Erich Landgrebe, Ann Tizia Leitich, Rudolf List, Franz Löser, Juliane Ludwig-Braun, Erich August Mayer, Max Mell, Oswald Menghin, Robert Michel, Maria Neuhauser, Heinz Nonveiller, Joseph Georg Oberkofler, Hermann Heinz Ortner, Josef Friedrich Perkonig, Richard Plattensteiner, Bruno Wolfgang (Prochaska), Erwin H. Rainalter, Werner Riemerschmid, Ilse Ringler-Kellner, Karl Anton Prinz Rohan, Friedrich Sacher, Ernst Scheibelreiter, Friedrich Schreyvogl, Karl Springenschmid, Franz Spunda, Franz Staude, Max Stebich, Albert von Streerbach, Karl Hans Strobl, Herbert Strutz, Hermann Stuppäck, Franz Tumler, Karl Heinrich Waggerl, Hildegard Wais, Carl Hans Watzinger, Josef Weinheber, Josef Wenter, Friedrich Winkelmüller, Friedrich Winterholler, Josef Rudolf Woworsky, Johannes Würtz und Julius Zerzer.

## Nachkriegszeit
1945 wurde unter Edwin Rollett der „Verbund demokratischer Schriftsteller und Journalisten Österreichs“ (VdSJÖ) gegründet, der die Ausschaltung nationalsozialistisch belasteter Autoren aus dem Literaturbetrieb zum Ziel hatte.
Zahlreiche Mitglieder des Bundes deutscher Schriftsteller Österreichs wurden nach dem Krieg in die Liste der gesperrten Autoren und Bücher aufgenommen, welche im Januar 1946 vom Bundesministerium für Unterricht herausgegeben wurde und Werke enthielt, „deren Inhalt eindeutig nationalsozialistische, bzw. faschistische Ideologien verfolgt“. Darin waren ca. 1600 Autoren sowie eine Reihe von Sachtiteln verzeichnet, die für Druck, Verkauf und Verleih gesperrt wurden, darunter Bruno Brehm, Gertrud Fussenegger, Mirko Jelusich, Josef Friedrich Perkonig, Friedrich Schreyvogl, Karl Hans Strobl, Ingeborg Teuffenbach, Franz Turnier und Josef Weinheber.
Aufgrund der Initiative von Robert Neumann, dem Generalsekretär des 1939 in London gegründeten österreichischen Exil-P.E.N.-Clubs (Free Austrian P.E.N.-Club), kam es 1947 zu einer Neugründung des Österreichischen P.E.N.-Clubs. Zum ersten Nachkriegspräsidenten wurde Franz Theodor Csokor gewählt.
Nach dem Ende der nationalsozialistischen Herrschaft erhielten einige Autoren, die Mitglied im Bund deutscher Schriftsteller Österreichs gewesen waren, den Peter-Rosegger-Preis: Max Mell, Paula Grogger, Franz Nabl, Paul Anton Keller, Julius Zerzer, Rudolf List, Bruno Brehm und Josef Papesch.
Einige Autoren des Bundes deutscher Schriftsteller Österreichs finden sich auch auf dem „Dichterstein“ in Offenhausen in Oberösterreich wieder, der 1963 vom Verein Dichterstein Offenhausen errichtet wurde und auf dem in die Ziegel und Täfelchen die Namen von rund 400 völkischen und nationalsozialistischen Dichtern eingraviert sind. Der Dichterstein ist ein „steingewordener Beitrag zur Ehrenrettung der im Jahre 1945 diskreditierten und ‚belasteten‘ NS-Autoren“. Der Verein wurde 1963 von Joseph Hieß, einem Rassisten und Antisemiten, der von 1945 bis 1948 im alliierten Kriegsverbrecherlager Glasenbach inhaftiert war, gegründet.
Am Institut für Germanistik der Karl-Franzens-Universität Graz wurde 1986 eine Forschungsstelle „Österreichische Literatur im Nationalsozialismus“ eingerichtet.